# Dahrīya
Als Dahriten (arabisch دهرية, DMG Dahrīya) werden in der islamischen Doxographie und im Kalām solche Gruppen von Denkern bezeichnet, die den Glauben an einen Schöpfergott ablehnen, die Anfangslosigkeit der Welt lehren und alles Weltgeschehen allein dem Walten unverbrüchlicher Naturgesetze zuschreiben.

## Übersetzungen
Während W. L. Schrameier den Begriff Dahrīya mit Fatalisten übersetzte, hielt Ignaz Goldziher diese Bezeichnung für unpassend und empfahl, den Begriff mit Materialisten oder Naturalisten wiederzugeben. Daniel Gimaret hingegen hielt auch den Begriff „Materialisten“ für unpassend, weil er häufig für Anhänger der Lehre verwendet wird, dass das Universum keinen zeitlichen Anfang hat. Der griechische Philosoph Proklos, den Abū l-Hasan al-Aschʿarī ausdrücklich als Dahriten charakterisierte, könne zum Beispiel kaum als Materialist bezeichnet werden. Hans Hinrich Biesterfeldt übersetzt den Begriff mit „Eternalisten“.

## Wortherkunft und koranische Aussagen
Das arabische Wort dahr, von dem der Name der Dahrīya abgeleitet ist, kommt an zwei Stellen im Koran vor (Sure 45:24 und Sure 76:1). Grundlegend für die primäre Vorstellung von der Dahrīya ist die koranische Aussage in Sure 45:24 über eine bestimmte Art von Menschen, deren Ohren und Herz Gott versiegelt hat, wie es im vorangehenden Vers heißt: „Und sie sprechen: 'Es gibt nur unser diesseitiges Leben. Wir sterben und leben, und nur die Zeit (ad-dahr) lässt uns zugrunde gehen.“ Die Leugnung der Realität eines jenseitigen Lebens galt auch späteren Gelehrten als Kennzeichen der Dahrīya. So wird Abū ʿĪsā al-Warrāq mit der Aussage zitiert, dass die Dahriten allesamt behaupten, dass es „keine Wohnstätte außer dieser Wohnstätte“ gebe, und sie die Belohnung und Bestrafung im Jenseits abstritten.
Gemäß dem Korankommentar von al-Baidāwī und dem Tafsīr al-Dschalālain bedeutet das Wort dahr „das Verstreichen der Zeit“ (murūr al-zamān), gemäß az-Zamachscharī „eine Zeitspanne, die vergeht“ (dahr yamurru) in Sure 45:24, und ein Zeitintervall von beträchtlicher Länge in Sure 76:1. Die Idee einer langen Zeitspanne wurde immer dominanter und erreichte schließlich den Punkt, an dem dahr als ein Zeitraum ohne Grenze oder Ende interpretiert wurde. Diese Interpretation des Wortes hat die sekundäre Bedeutung von Dahrīya hervorgebracht, wonach es sich um eine Gruppe handelt, die an die Ewigkeit der Welt glaubt.

## Beschreibungen ihrer Lehre in der islamischen Doxographie und Theologie
Schon die ersten Kalām-Gelehrten betrachteten die Dahrīya als eine Gruppe, deren Lehren einer Widerlegung bedurften. So soll der Muʿtazilit Abū Bakr Asamm (gest. 816) eine Widerlegung der Dahrīya verfasst haben, und weitere derartige Widerlegungen werden an-Nazzām und Abū l-Hudhail zugeschrieben. Al-Dschāhiz (gest. 869) stellte in seinem Kitāb al-Ḥayawān kontrastiv die Lehrrichtungen der Dahriten (maḏāhib ad-dahrīyīn) den Lehrrichtungen der Monotheisten (maḏāhib al-muwaḥḥidīn) gegenüber. Er definiert den Dahriten als Menschen, der „den Herrn“, die Schöpfung, Belohnung und Strafe im Jenseits, Religion jedes Gesetz leugnet, nur auf seine eigenen Wünsche hört und nur in dem Böses sieht, was im Widerspruch zu diesen steht. Wörtlich schreibt al-Dschāhiz über ihn:

„Er kennt keinen Unterschied zwischen Mensch und Vieh; schlecht ist in seinen Augen nur, was seinen Lüsten im Wege steht; alles dreht sich bei ihm um Lust und Schmerz; recht ist, was ihm Nutzen verursacht und kostete es auch tausend Menschen das Leben"“

Dass den Dahriten hier eine hedonistische Lebensanschauung zugeschrieben wird, hat wahrscheinlich damit zu tun, dass in dem Koranvers, der dem Dahr-Vers 45:23 vorausgeht, ein Mensch beschrieben wird, der seine persönliche Neigung zu seinem Gott gemacht hat. An einer anderen Stelle charakterisiert al-Dschāhiz die Dahriten als diejenigen, die die Existenz von Satanen, Dschinn und Engeln sowie die Möglichkeit von Visionen und die Wirksamkeit von Beschwörungen (ruqā) abstritten. Grundlegend für die dahritische Kosmologie ist nach al-Dschāhiz die Vier-Elemente-Lehre, doch seien sie sich nicht einige darüber, was die vier Elemente sind: Während die eine Gruppe meine, das die Welt aus Hitze, Kälte, Trockenheit und Feuchtigkeit zusammengesetzt sei, nehme eine andere Gruppe an, dass die vier Elemente, aus denen sich die Welt zusammensetzt, Erde, Luft, Wasser und Feuer seien.
Der ostiranische Gelehrte al-Chwārazmī (gest. nach 976) hob als das wichtigste charakteristische Moment der Lehre der Dahriten ihr Bekenntnis zur Anfangslosigkeit der Zeit (qidam ad-dahr) hervor. Die Rede über die zeitliche Entstandenheit (ḥudūṯ) der Körper und die Widerlegung der Dahrīya, die die Anfangslosigkeit der Zeit lehren, ist nach ihm der erste Gegenstand des Kalām.
ʿAbd al-Qāhir al-Baghdādī beschreibt die Dahriten als eine Klasse der Ungläubigen, von denen man nicht die Dschizya nehmen dürfe, sondern die getötet werden müssten. Sie zeichnen sich dadurch aus, dass sie behaupten, dass die Welt in ihrem jetzigen Zustand mit Erde, Luft, Himmel und Sternen seit aller Ewigkeit besteht und der Mensch aus dem Samen und dieser wiederum aus einem Menschen hervorgeht und diese Kette bei ihm genauso wie bei den anderen Lebewesen unendlich weit zurückreicht. Der Mensch, so al-Baghdādī, kann nach der dahritischen Lehre nur aus einem früheren Menschen hervorgehen, und mit den anderen Lebewesen verhält es sich ebenso.
Al-Ghazālī behandelt die Dahriten in seiner intellektuellen Autobiographie al-Munqiḏ min aḍ-ḍalāl im Kapitel über die Philosophie. Die Dahriten bilden hier zusammen mit den Naturalisten (ṭabīʿīyūn) und den Theisten (ilāhīyūn) die drei Klassen von Philosophen. Wörtlich schreibt er über sie:

„Sie sind eine Gruppe der ältesten (sc. Philosophen), die einen Schöpfer und Lenker, der allmächtig und allwissend ist, leugneten. Sie behaupten, dass die Welt, so wie sie ist, von sich aus von Ewigkeit an existiert habe und nicht durch einen Schöpfer entstanden sei. Das Lebewesen habe nicht aufgehört, durch ein Sperma und das Sperma durch ein Lebewesen zu entstehen: So war es und so wird es immer sein. Sie sind die Zindīqen.“

In einer arabischen Enzyklopädie des 12. Jahrhunderts wird die Dahrīya als eine kleine Gruppe von Menschen beschrieben, die die Existenz eines Schöpfergottes zwar zugestehen, die Entstehung der Welt jedoch als das Ergebnis des planlosen Zusammenstoßens von in Räumen herumschwirrenden Atomen erklären. Der in Choresm wirkende Theologe Ibn al-Malāhimī (gest. 1141) schreibt den Dahriten in einer Passage, die möglicherweise schon auf Abū ʿĪsā al-Warrāq zurückgeht, ebenfalls ein besonderes eigenes räumliches Verständnis von der Welt zu. So schreibt er:

„Die Menge der Dahriten lehrt, dass die Welt immer schon existiert hat, ihre Gattungen unzählig sind, die Welt von allen Seiten her, Norden, Süden, Osten und Westen, oben und unten, unendlich und unermesslich ist und sie seit aller Ewigkeit her sich bewegt und verändert und fortbesteht.“

## Verbreitung
Über die Verbreitung der dahritischen Lehre ist nur wenig bekannt. Im 9. Jahrhundert scheint sie eher ein elitäres Phänomen gewesen zu sein, denn al-Dschāhiz schreibt in seinem Kitāb at-Tarbīʿ wa-t-tadwīr fragt er: „Warum finden wir die Lehre der Dahrīya nur bei dem Elitären (al-ḫāṣṣ), dem Sonderling (aš-šāḏḏ) und dem ungewöhnlichen Menschen (ar-raǧul an-nādir)?“ Außerdem scheinen sich die Dahriten darum bemüht zu haben, nicht unter den Muslimen aufzufallen. Al-Masʿūdī berichtet von einem sehr beliebten Arzt in Bagdad während der Herrschaft von Harūn ar-Raschīd (reg. 786-809), der Dahrit war, aber vorgab, Sunnit zu sein, und die Neuerer verfluchte, weswegen er als Sunnit bekannt wurde.

## Bedeutungswandel im 19. Jahrhundert
Im 19. Jahrhundert wurden häufig die aus Europa in den Orient vordringenden materialistischen und naturwissenschaftlichen Lehren als dahritisch bezeichnet. So erließ schon 1798 der osmanische Gouverneur von Sidon Cezzâr Ahmed Pascha einen Ferman gegen die „dahritischen“ Lehren der Französischen Revolution. Auch diejenigen muslimischen Denker, die diese westlichen Lehren übernahmen, wurden als Dahriten bezeichnet, so zum Beispiel der indische Gelehrte Sayyid Ahmad Khan in der arabischen Version einer Widerlegung seiner Lehren aus der Feder von Dschamāl ad-Dīn al-Afghānī.